# مارسيلينو بيلباو بيلباو
مارسيلينو بيلباو بيلباو (بالإسبانية: Marcelino Bilbao)‏ هو عسكري إسباني، ولد في 16 يناير 1920 في بلباو في إسبانيا، وتوفي في 25 يناير 2014 في بواتييه في فرنسا.